# С-300ВМ

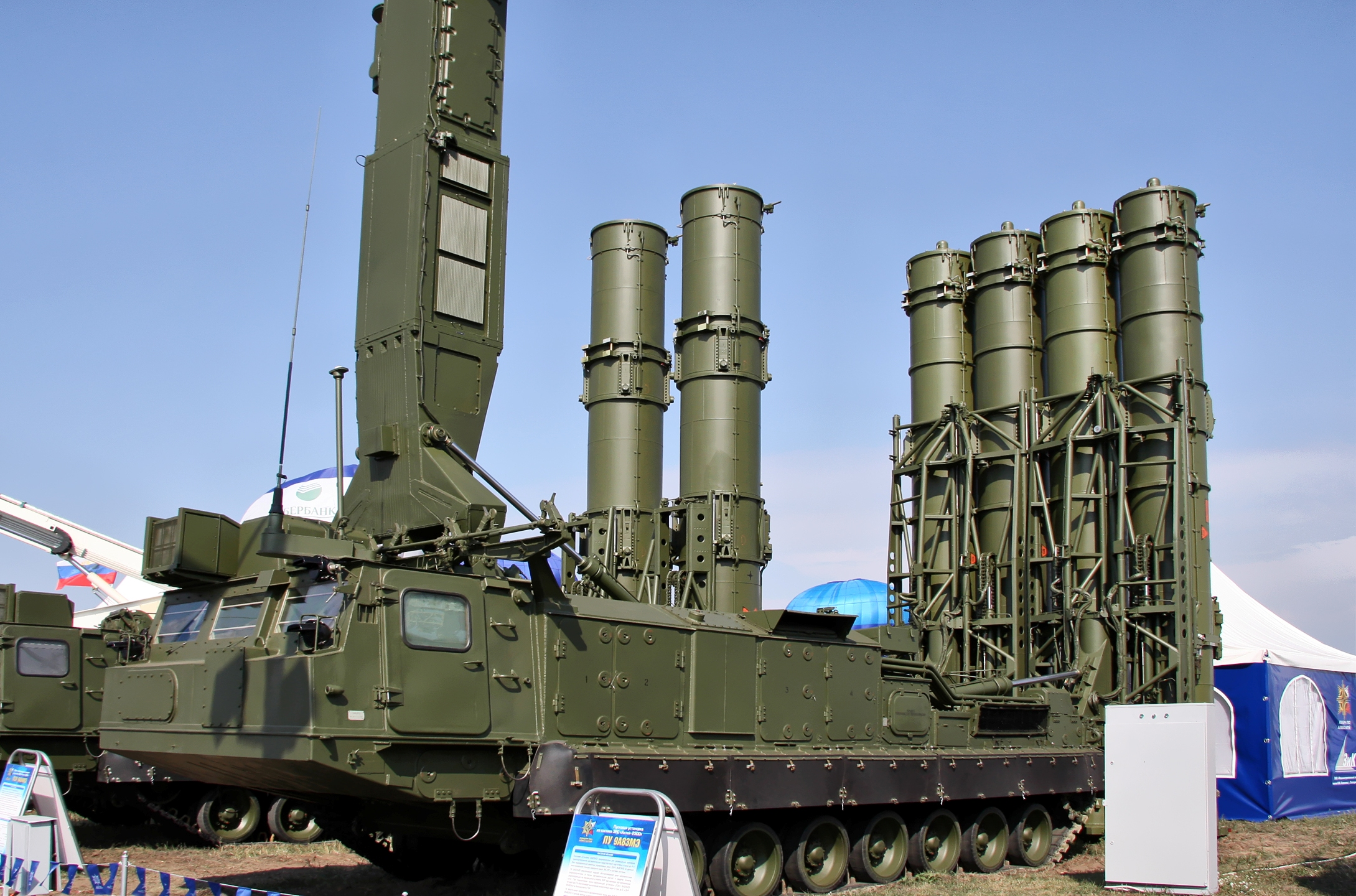
Антей-2500 на МАКС-2011

С-300ВМ «Антей-2500» (індекс ГРАУ — 9К81М, за класифікацією МО США і НАТО — SA-23 Gladiator) — зенітний ракетний комплекс, зенітна ракетна система виробництва російських підприємств.
Призначений для ураження сучасних та перспективних літаків тактичної та стратегічної авіації (у тому числі виконаних із застосуванням стелс-технології), з можливістю боротьби з балістичними ракетами малої та середньої дальності (до 2500 км), оперативно-тактичних та тактичних ракет, аеробалістичних та крилатих ракет, а також літаків радіолокаційного дозору та наведення, розвідувально-ударних комплексів та барражуючих постановників перешкод у складній бойовій ситуації при численних повітряних загрозах.

## Властивості
- Високий ступінь автоматизації та використання високопродуктивних комп'ютерів
- РЛС з фазованими антенними ґратами
- Удосконалені методи обробки інформації з РЛС
- Висока захищеність від заходів радіоелектронної боротьби (РЕБ)
- Висока готовність до автономних дій
- Висока мобільність
- Значна бойова міць, незалежна від тактики повітряної атаки
- Вертикальний запуск ракет із транспортного пускового контейнера
- Періодичність обслуговування ракет – не менше 10 років
- Можливість вражати балістичні ракети, що літають зі швидкістю до 4500 м/с
- На відміну від прототипу ЗРС С-300ВМ, «Антей-2500» здатна з більш високою ефективністю вирішувати завдання нестратегічної протиракетної оборони та перехоплювати БР з дальністю пуску до 2500 км, а також вражати аеродинамічні цілі на дальності до 200 (250) км. За рахунок використання нових технологій та елементної бази були значно підвищені можливості радіолокаційних та вогневих засобів ЗРС, засобів автоматизованого управління процесом бойової роботи, а також загальна завадостійкість усієї системи.

## Склад
До складу ЗРК С-300В (С-300ВМ) входять :
- Командний пункт 9С457 (9С457М)
- РЛС кругового огляду "Обзор-3" 9С15М (9С15М2)
- РЛС секторного огляду «Имбирь» 9С19М2
- Багатоканальна станція наведення ракет 9С32 (9С32М)
- Пускові установки:
  - 9А83 (9А83М) - з чотирма ЗКР 9М83 (9М83М)
  - 9А82 (9А82М) - з двома ЗКР 9М82 (9М82М).
- Пускозарядні установки:
  - 9А85 (9А85М)
  - 9А84 (9А84М)
- Технічні засоби:
  - засоби ракетно-технічного забезпечення (PTO) - АКИПС 9В91, комплект такелажного обладнання 9Т325, транспортні машини.
  - засоби технічного обслуговування та ремонту (ТО та Р) - машини технічного обслуговування (9В868-1, 1Р15, 9В879-1), машини ремонту та технічного обслуговування (9В898-1, 1Р16), груповий ЗІП 9Т447-1;
  - навчально-тренувальні засоби (НТЗ) - тренувальний пристрій 9Ф88 для тренування розрахунку БСНР 9С32, габаритно-вагові макети ЗКР, навчально-діюча ЗКР.

Ракета 9М82М призначена для знищення тактичних ракет середнього радіусу дії на театрі військових дій, як і аеродинамічних цілей на дальності до 200 км. Ракета керується протягом усієї траєкторії польоту. Ракета 9М83М призначена для боротьби з тактичними ракетами на театрі військових дій, так само, як і з аеродинамічними цілями на коротких та середніх дистанціях. Система «Антей-2500» встановлюється на гусеничні шасі із встановленими електрогенераторами та навігаційними системами.

## Основні характеристики
- Дальність ураження (для С-300ВМ):
  - Аеродинамічні цілі: 200 (250)[2] км
  - Балістичні цілі до 40 км
- Висота ураження:
  - Аеродинамічні цілі: 25 м — 30 км
  - Балістичні цілі: 1-30 км
- Максимальна швидкість балістичної цілі: 4500 м/с
- Максимальне прискорення маневру цілі (при уражені ракетою 9М82М): 30 g[3]
- Мінімальна ефективна поверхня цілі, що відображає: 0,02 м², для С-300В 0,05 м².
- Максимальна дальність запуску балістичної ракети для захвату: 2500 км.
- Число одночасно цілей, що супроводжуються:
  - Аеродинамічні цілі: 24
  - Балістичні цілі до 16
- Швидкострільність (з однієї пускової установки/з різних ПУ): 1,5/0 с
- Кількість ракет, що одночасно наводяться на 1 ціль: до 4
- Час розгортання: 5 хвилин
- Час підготовки ракети до пуску: 7,5 с
- Ймовірність ураження цілі при застосуванні однієї ЗКР (для С-300В)[4]
  - БР типу «Lance» однієї ЗКР 9М83: 0,5-0,65
  - літак однієї ЗКР 9М83: 0,7-0,9
  - головної частини ракети «Pershing» однієї ЗКР 9М82: 0,4-0,6
  - ракети SRAM однієї ЗКР 9М82: 0,5-0,7

## Бойове застосування

### Російсько-українська війна
На початку березня 2023 року Служба безпеки України оприлюднила відео знищення операторами підрозділу спеціального призначення російських зенітних ракетних комплексів «Тор-М2» та пускової установки системи С-300ВМ із використанням дронів-камікадзе.

## Оператори
Два дивізіони поставлені до Венесуели в 2013  . 
До кінця 2016 року полк систем ППО «Антей-2500» буде поставлений до Єгипту. 